# 서초 롯데타운
서초 롯데타운(영어: Seocho Lotte Town)는 대한민국 서울특별시 서초구 서초동에 있는 롯데칠성음료를 철거하고 서초 롯데타운과 호텔을 지을 예정이다.

## 역사
2006년에 롯데타운을 개발할 계획이 있었다. 2007년에는 호텔, 백화점, 아파트의 계획이 있었고 2009년에 건물 네 동의 조감도가 공개되었다. 2015년에 개발 계획이 있으나 현재 개발 여부가 불투명하다.

## 같이 보기
- 대한민국의 마천루 목록
- 서울특별시의 마천루 목록